# Прапор Утрехта
Прапор Утрехта був прийнятий 5 липня 1990 року міською радою Утрехта. Прапор муніципалітету складається з двох розділених по діагоналі червоно-білих вимпелів. 

## Історія
Прапор Утрехта походить із середньовіччя, під час якого міська варта була розділена на дві фракції, кожна з яких символізувала один білий і один червоний монохроматичний трикутний вимпел. Сучасний прапор муніципалітету являє собою злиття цих двох вимпелів і дотримується пропорції 2:3. 
Історично склалося так, що на прапорах зображувався святий Мартін, покровитель муніципалітету, зображений верхи на коні, який розрізає свій червоний плащ, щоб віддати його нужденній людині. 

## Галерея

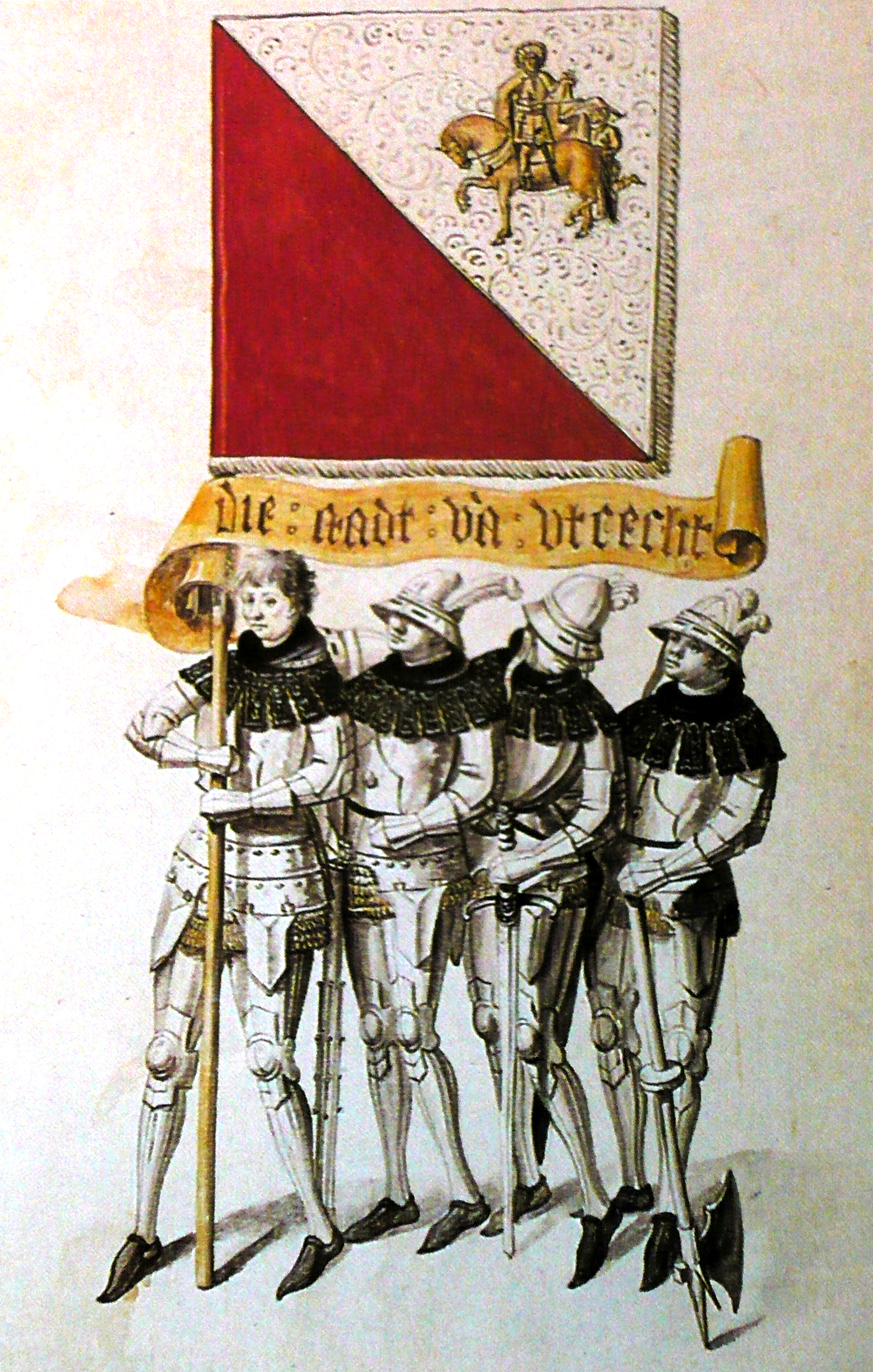
Деякі стрільці з прапором міста (1648)
Проєкт представлений місту в 1956 році
Варіант прапора прибл. 1961